# 노시

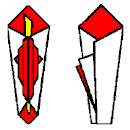
종이접기의 기원이라고 말하여지는 노시

노시(일본어: 熨斗)과는, 일본에 있어서, 경사에 있어서의 선물이나 증답품에 첨부하는 전통적인 장식이다. 단, 원래는 장수를 나타내는 전복이 사용되고 있었기 때문, 「병 문안」등에는 노시를 사용할 경우도 있다. 현재에서는 노란 종이를 가늘고 긴 6각형의 색지로 둘러싼 형상을 하고 있는 도안이 많이 사용된다. 축의봉투등의 표면에 인쇄된, 간략화된 것도 있어, 미즈히키과 병용된다.

## 종류

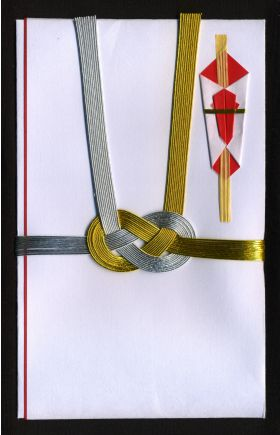
미즈히키와노시